# Абсолютний ідеалізм
Абсолютний ідеалізм— різновид об’єктивного ідеалізму. Абсолютний ідеалізм представлений філософією Ґ. Гегеля та його послідовників (геґельянців), які першоосновою проголошують абсолютне ідеальне начало (світовий дух, абсолютну ідею, яка існує поза індивідуальною свідомістю і незалежно від неї).